# Битва на Трубеже (1096)
Битва на реке Трубеж — сражение в 1096 году между войсками Древнерусского государства и половцами, выигранное русскими князьями. Произошло в правление в Киеве Святополка Изяславича. Сражение стало первым крупным успехом русских князей в русско-половецком противостоянии за 28 лет.

## Предыстория
В 1093 году половцы нанесли Святополку и Владимиру двойное поражение (на Стугне и у Желани), в 1094 году Владимир, осаждённый Олегом Святославичем и половцами в Чернигове, вынужден был уступить город Олегу и вернуться в Переяславль.
В 1095 году Владимир расправился в Переяславле с двумя половецкими князьями, Итларем и Кытаном, и в 1096 году Святополк и Владимир выступили против Олега под Чернигов. Олег 3 мая вышел из города и закрылся в Стародубе, осада которого продолжалась до 8 июня. В конце концов Олег вышел из города и был отпущен под обещание приехать с братом Давыдом в Киев на заключение мира.
Тем временем Боняк атаковал окрестности Киева (сжёг в Берестове княжеский двор), а Куря — Переяславля. Куря 24 мая сжёг Устье.

## Поход
30 мая Тугоркан осадил Переяславль, а Святополк и Владимир подошли правым берегом Днепра до Заруба и перешли Днепр только 19 июля, то есть город был в осаде 50 дней. Из Переяславля вышли защитники. Половцы стояли на левом, восточном берегу Трубежа. Атака русских носила неорганизованный характер (Владимир же хотел выстроить полк, они же не послушались), но была очень успешной: половцы побежали, множество их погибло при преследовании, погиб сам Тугоркан с сыном.
Уже 20 июля Боняк вторично подступил в Киеву и разгромил Печерский монастырь.

## Последствия
Половцам было нанесено ощутимое поражение, но на Руси продолжалась борьба Святославичей за отцовское наследство. Олег уехал из Стародуба в Смоленск к брату Давыду, оттуда с войсками пришёл в Рязань, а оттуда атаковал занятый годом ранее Изяславом Владимировичем курским Муром и победил в сражении, в котором Изяслав погиб (6 сентября 1096 года). Олег захватил Ростов, затем на него пришёл Мстислав Владимирович с новгородцами и разбил его под Суздалем на Колокше, а затем изгнал его из Мурома и из Рязани.
В следующем году князья съехались на Любечский съезд, по решению которого Святославичи получили отцовское наследство. С прекращением междоусобиц князья смогли перейти к более активной политике в отношении половцев.